# Liste des monuments historiques de Salins-les-Bains
Ce tableau présente la liste de tous les monuments historiques classés ou inscrits dans la ville de Salins-les-Bains, Jura, en France.

## Statistiques
Salins-les-Bains compte 21 protections au titre des monuments historiques. 7 édifices sont classés, au moins partiellement ; les autres sont inscrits.

## Liste
| Monument                                                           | Adresse                                            | Coordonnées                      | Notice         | Protection     | Date      | Illustration                                                      |
| ------------------------------------------------------------------ | -------------------------------------------------- | -------------------------------- | -------------- | -------------- | --------- | ----------------------------------------------------------------- |
| Maison de l'Abbaye                                                 | Allée Jules Marcou                                 | 46° 56′ 15″ nord, 5° 52′ 35″ est | « PA00102030 » | Inscrit        | 1957      | Maison de l'Abbaye                                                |
| Chapelle Notre-Dame-Libératrice                                    |                                                    | 46° 56′ 22″ nord, 5° 52′ 38″ est | « PA00102023 » | Classé         | 1931      | Chapelle Notre-Dame-Libératrice                                   |
| Commanderie                                                        | Rue du Temple                                      | 46° 56′ 32″ nord, 5° 52′ 47″ est | « PA00102096 » | Inscrit        | 1991      | Image manquante Téléverser                                        |
| Couvent des Carmes                                                 | 66 rue Pasteur                                     | 46° 55′ 44″ nord, 5° 53′ 10″ est | « PA39000039 » | Inscrit        | 1999      | Image manquante Téléverser                                        |
| Couvent de la Visitation                                           | 9 rue du Temple                                    | 46° 56′ 32″ nord, 5° 52′ 47″ est | « PA00102024 » | Inscrit        | 1951      | Couvent de la Visitation                                          |
| Demeure                                                            | 75 rue de la République                            | 46° 56′ 05″ nord, 5° 52′ 40″ est | « PA00132856 » | Inscrit        | 1994      | Image manquante Téléverser                                        |
| Église Notre-Dame                                                  |                                                    | 46° 56′ 26″ nord, 5° 52′ 44″ est | « PA00102025 » | Inscrit        | 1970      | Église Notre-Dame                                                 |
| Église Saint-Anatoile                                              |                                                    | 46° 56′ 09″ nord, 5° 52′ 45″ est | « PA00102026 » | Classé         | 1846      | Église Saint-Anatoile                                             |
| Église Saint-Maurice                                               |                                                    | 46° 56′ 37″ nord, 5° 52′ 49″ est | « PA00102027 » | Inscrit        | 1927      | Église Saint-Maurice                                              |
| Fontaine Truchot                                                   | Place des Alliés                                   | 46° 56′ 23″ nord, 5° 52′ 39″ est | « PA00102079 » | Classé         | 1992      | Fontaine Truchot                                                  |
| Fort Belin                                                         | Les Glacis Les Graviers                            | 46° 56′ 10″ nord, 5° 53′ 01″ est | « PA00102028 » | Classé         | 1984      | Fort Belin                                                        |
| Fort Saint-André                                                   |                                                    | 46° 56′ 30″ nord, 5° 52′ 11″ est | « PA00102097 » | Inscrit Classé | 1991 1993 | Fort Saint-André                                                  |
| Hôpital (dont l'apothicairerie et son mobilier classé)             | place des Salines                                  | 46° 56′ 11″ nord, 5° 52′ 33″ est | « PA00102029 » | Inscrit        | 1935      | Hôpital (dont l'apothicairerie et son mobilier classé)            |
| Hôtel Choderlos de Laclos                                          | 39-et-39b rue de la Liberté                        | à géolocaliser                   | « PA39000142 » | Inscrit        | 2024      | Image manquante Téléverser                                        |
| Hôtel Marandet                                                     | 37B rue de la Liberté                              | 46° 56′ 32″ nord, 5° 52′ 44″ est | « PA39000130 » | Inscrit        | 2020      | Image manquante Téléverser                                        |
| Hôtel de ville                                                     |                                                    | 46° 56′ 22″ nord, 5° 52′ 38″ est | « PA00102031 » | Inscrit Classé | 1927 1931 | Hôtel de ville                                                    |
| Maison forte                                                       | 79 rue de la République                            | 46° 56′ 05″ nord, 5° 52′ 40″ est | « PA00102065 » | Inscrit        | 1989      | Maison forte                                                      |
| Monument aux morts de Salins-les-Bains                             | place du Souvenir-Français; avenue Aristide-Briand | 46° 56′ 48″ nord, 5° 52′ 43″ est | « PA39000135 » | Inscrit        | 2022      | Image manquante Téléverser                                        |
| Salines                                                            | Place des Salines                                  | 46° 56′ 14″ nord, 5° 52′ 34″ est | « PA00102032 » | Classé         | 2009      | Salines                                                           |
| Saumoduc de Salins-les-Bains à Arc-et-Senans Cuvette de Monplaisir |                                                    | 46° 57′ 33″ nord, 5° 51′ 07″ est | « PA39000097 » | Inscrit        | 2009      | Saumoduc de Salins-les-Bains à Arc-et-SenansCuvette de Monplaisir |
| Théâtre                                                            | 8 bis rue de la République                         | 46° 56′ 12″ nord, 5° 52′ 37″ est | « PA00102033 » | Inscrit        | 1984      | Image manquante Téléverser                                        |
| Tour d'Andelot                                                     | Chemin des Coteaux                                 | 46° 56′ 38″ nord, 5° 52′ 52″ est | « PA00102034 » | Inscrit        | 1932      | Tour d'Andelot                                                    |
| Tour de Chambenoz                                                  | Rue des Chambenoz                                  | 46° 56′ 31″ nord, 5° 52′ 51″ est | « PA00102035 » | Inscrit        | 1932      | Image manquante Téléverser                                        |
| Tour de Flore                                                      |                                                    | 46° 56′ 20″ nord, 5° 52′ 36″ est | « PA00102036 » | Inscrit        | 1932      | Tour de Flore                                                     |